# Teorema de Taylor

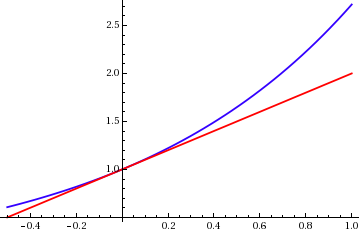
Uma aproximação de um ponto da função e^x

Em cálculo, o Teorema de Taylor, recebe seu nome do matemático britânico Brook Taylor, quem o enunciou em 1712. Este teorema permite aproximar uma função derivável na vizinhança reduzida em torno de um ponto a: E (a, d) mediante um  polinômio cujos coeficientes dependem das derivadas da função nesse ponto. Em termos matemáticos: Se {\displaystyle \ n} ≥ 0 é um inteiro e {\displaystyle \ f} uma função que é derivável {\displaystyle \ n} vezes no intervalo fechado [{\displaystyle \ a}, {\displaystyle \ x}] e n+1 no intervalo aberto ] {\displaystyle \ a}, {\displaystyle \ x}[, então, deduz-se que:
{\displaystyle f(x)=f(a)+{\frac {f'(a)}{1!}}(x-a)+{\frac {f^{(2)}(a)}{2!}}(x-a)^{2}+\cdots +{\frac {f^{(n)}(a)}{n!}}(x-a)^{n}+R}
{\displaystyle f(x)=\sum _{k=0}^{n}{\frac {f^{(k)}(a)}{k!}}(x-a)^{k}+R}
Onde, {\displaystyle \ n!} denota o fatorial de {\displaystyle \ n}, e {\displaystyle \ R} é o resto, termo que depende de {\displaystyle \ x} e é pequeno se {\displaystyle \ x} está próximo ao ponto {\displaystyle \ a}. Existem duas expressões para {\displaystyle \ R} que referem-se à continuação:
{\displaystyle R={\frac {f^{(n+1)}(\xi )}{(n+1)!}}(x-a)^{n+1}}
onde {\displaystyle \ a} e {\displaystyle \ x}, pertencem aos números reais, {\displaystyle \ n} aos inteiros e {\displaystyle \ \xi } é um número real entre {\displaystyle \ a} e {\displaystyle \ x}.
{\displaystyle R=\int _{a}^{x}{\frac {f^{(n+1)}(t)}{n!}}(x-t)^{n}\,dt}
Se {\displaystyle \ R} é expresso da primeira forma, é denominado Termo complementar de Lagrange, dado que o Teorema de Taylor enuncia-se como uma generalização do Teorema do valor médio ou Teorema de Lagrange, enquanto que a segunda expressão de R mostra ao teorema como uma generalização do Teorema fundamental do cálculo integral.
Para algumas funções {\displaystyle \ f(x)}, pode-se provar que o resto, {\displaystyle \ R}, aproxima-se de zero quando {\displaystyle \ n} aproxima-se do ∞; tais funções podem ser expressas como séries de Taylor em uma vizinhança reduzida ao redor de um ponto {\displaystyle \ a} e são denominadas funções analíticas.
O teorema de Taylor com {\displaystyle \ R} expresso da segunda forma é também válido se a função {\displaystyle \ f} tem números complexos ou valores vetoriais. Além disso, existe uma variação do teorema de Taylor para funções com múltiplas variáveis.

## Teorema de Taylor para várias variáveis
O Teorema de Taylor pode ser generalizado para o caso de várias variáveis da seguinte forma: seja B uma bola em RN de centro a, e f uma função de valores reais definida no fecho {\displaystyle {\bar {B}}}, possuindo  n+1 derivadas parciais contínuas em todos os pontos. O teorema de Taylor afirma que para qualquer {\displaystyle x\in B}, temos
{\displaystyle f(x)=\sum _{|\alpha |=0}^{n}{\frac {1}{\alpha !}}{\frac {\partial ^{\alpha }f(a)}{\partial x^{\alpha }}}(x-a)^{\alpha }+\sum _{|\alpha |=n+1}R_{\alpha }(x)(x-a)^{\alpha }}
onde o somatório é feito sobre os multi-índices α (onde se utiliza a notação multi-índice nessa fórmula).
O termo restante satisfaz a desigualdade
{\displaystyle |R_{\alpha }(x)|\leq \sup _{y\in {\bar {B}}}\left|{\frac {1}{\alpha !}}{\frac {\partial ^{\alpha }f(y)}{\partial x^{\alpha }}}\right|}
para todo α onde |α| = n + 1. Tal qual no caso de uma variável, os termos de resto podem ser expressos explicitamente.